# Giuseppe Valentini
Giuseppe Valentini (Florencia, 14 de diciembre de 1681-Roma, noviembre de 1753), apodado Straccioncino, fue un violinista, pintor, poeta y compositor italiano, aunque es, sobre todo, conocido como compositor de música instrumental.
Estudió con Giovanni Bononcini en Roma entre 1692 y 1697. Ejerció como Suonator di Violino, e Componitore di Musica del príncipe de Caserta Michelangelo Caetani desde 1710 hasta 1727. También trabajó como como director del concertino en San Luigi dei Francesi, entre 1710 y 1741, sucediendo a Corelli.
Aunque durante su vida fue eclipsado por artistas como Corelli, Vivaldi y Locatelli, su contribución a la música barroca italiana es notable y muchas de sus obras se publicaron en toda Europa.

## Obra básica

### Música instrumental
- Op. 1: 12 Sinfonie (con Sinfonia a tre per il santissimo Natale Nr. 12) (Roma, 1701)
- Op. 2: 7 Bizzarie por cámara para 2 violines, viola y bajo continuo (Roma, 1703)
- Op. 3: 12 Fantasie musicali para 2 violines y bajo (Roma, 1706)
- Op. 4: 7 Idea por cámara para violín y bajo continuo (Roma, 1706)
- Op. 5: 12 Sonate a tre (Villeggiature armoniche) (Roma, 1707)
- Op. 6: 6 Poesie: Concerti a 4 violini, violoncello e basso continuo (inédito)
- Op. 7: 7 Concierto a Quattro Violini (Concerti grossi) (Roma, 1710)
- Op. 8: 12 Allettamenti por cámara (Roma, 1714)
- Op. 9: 10 Concerti con ripieni (Concerti grossi) (Ámsterdam, 1724)
- opp. 10-15: inédito (prometido en el prefacio del op. 8):
  - Op. 10: [Sonate] a Violino solo con un secondo Violino a beneplacito
  - Op. 11: I Pianti fortunati di Gileno Poemetto en Ottava Rima
  - Op. 12: Idee a Violino solo a due e tre Corde
  - Op. 13: Concerti grossi di Trombe, Obue e diversi altri Stromenti
  - Op. 14: Salmi brevi a quattro per tutti i Vesperi
  - Op. 15: Ballet
- 7 Conciertos para 2 violines, 2 trompas (Trombe da Caccia) y Basso Continuo (MS en Danish Royal Library)

### Óperas
- La finta rapita (Cisterna, 1714)
- La costanza in amore (Cisterna, 1715)

### Cantatas
- Cantata per la natività della Beatissima Vergine (Son l'origine di tutti) (Roma, 1723)
- Cantata in lode di Benedetto XIII (Amica e cara fede) (Roma, 1724)

## Recursos en línea
- Ópera en la Universidad de Stanford

- Free scores by Giuseppe Valentini at the International Music Score Library Project (IMSLP)

- Datos: Q1528696